# Belvedere Weesenstein

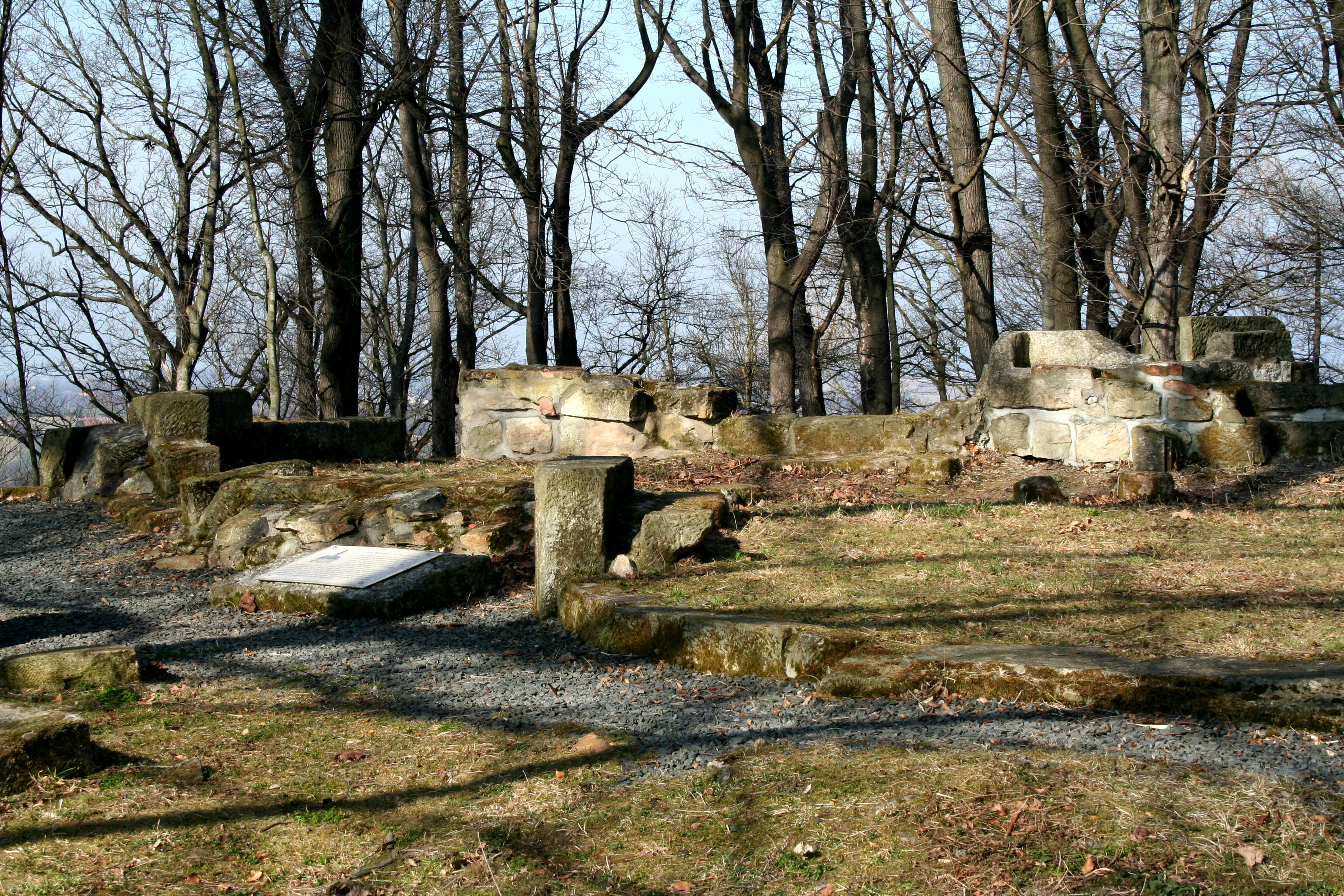
Grundmauern des Belvedere

Das Belvedere Weesenstein, auch als Jagdpavillon bezeichnet, war ein Belvedere auf einem Hügel über dem Tal der Müglitz auf der Flur des Ortsteils Meusegast in der Gemeinde Müglitztal. Das in der Mitte des 18. Jahrhunderts errichtete Gebäude diente als Aussichtspunkt auf Schloss Weesenstein und wurde 1951 abgerissen.

## Lage
Das Belvedere stand etwa zwei Kilometer von der alten Alten Dresden-Teplitzer Poststraße entfernt auf einer Anhöhe. Es gehörte zum Schloss und Schlosspark Weesenstein. Anfangs umgab eine weitläufige Gartenanlage im englischen Stil mit wertvollen Ziergehölzen das Belvedere. Vom Schloss konnte man bequem durch die Parkanlagen zum Belvedere über einen Anstieg gelangen. Von dort verlief ein breiterer Feldweg direkt zum ehemaligen Rittergut Meusegast.

## Geschichte

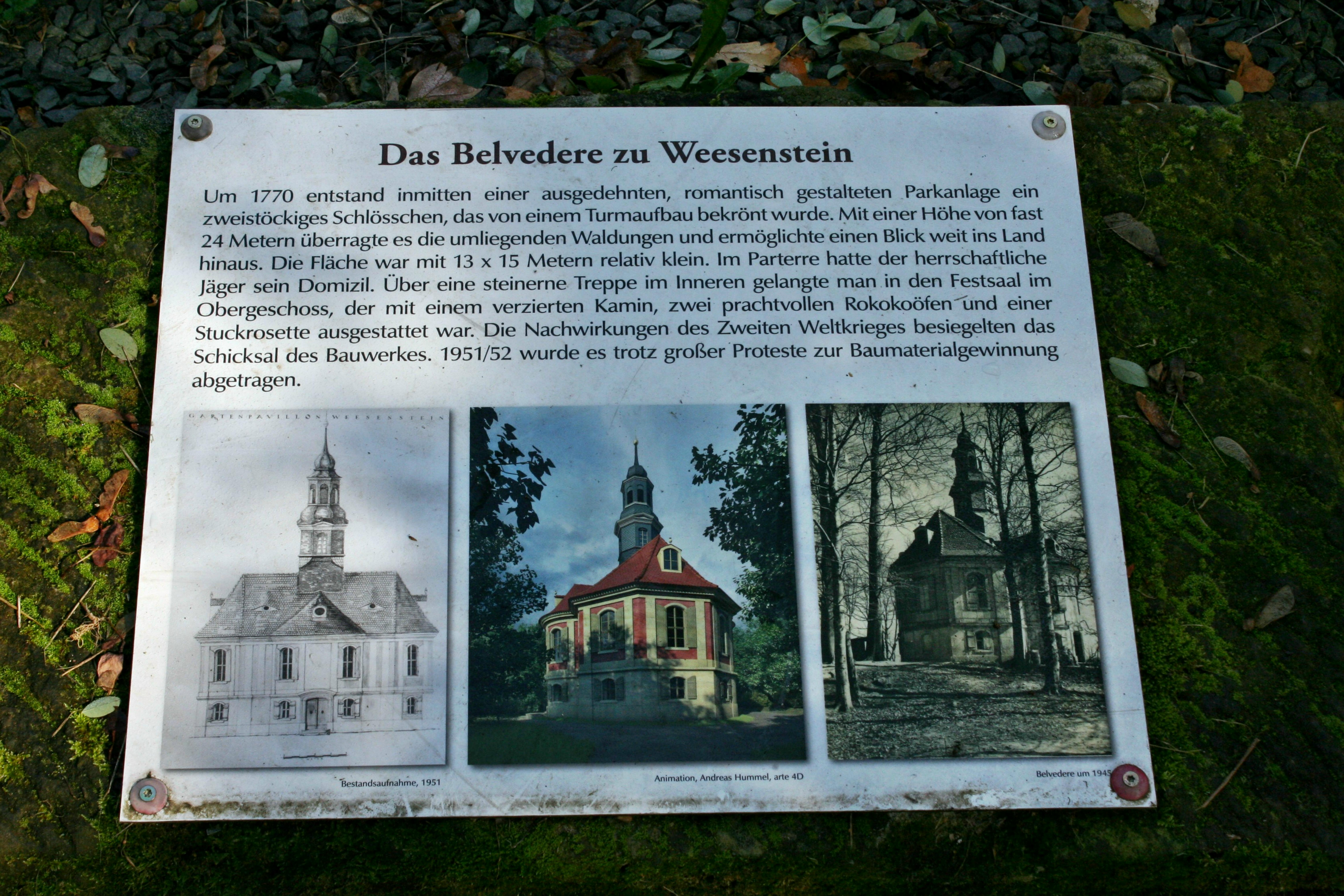
Hinweistafel

Die Herren von Bünau ließen das Belvedere oberhalb des Englischen Parks von Weesenstein um 1750 errichten. Ausführender war möglicherweise der sächsische Bau- und Zimmermeister Johann Andreas Hünigen.
Zum Ende des Zweiten Weltkriegs diente der Pavillon der Unterbringung von Umsiedlern. Zeitweise bewohnten drei Familien das dafür ungeeignete Bauwerk. Im Herbst 1945 wurden zwei gemauerte Schornsteine an den Längsseiten angefügt, um die Räume im Winter beheizen zu können. Im Zuge der DDR-Bodenreform wurde 1951 das Weesensteiner Belvedere trotz Protesten der Bevölkerung abgerissen. Man wollte in der Nachkriegszeit Baumaterial für einen Neubauernhof erhalten. Das Baumaterial war allerdings für eine Wiederverwendung ungeeignet. Bis 1970 wurde der Schuttberg beseitigt. Ebenfalls in der Zeit der Bodenreform wurden die wertvollen Ziergehölze der barocken Parkanlage gefällt und als Brenn- und Heizmaterial verwendet. Mit dem Abriss des Belvedere fehlt nun der bauliche Abschluss der Parkanlagen und so wurde die gesamte Anlage verkleinert. Erhalten blieben nur die Grundmauern; eine Hinweistafel beschreibt das Schicksal des Gebäudes.

## Bauliches und Ausstattung
Der zweigeschossige Barockbau mit seinem 24 Meter hohen Turm erhob sich auf einer Grundfläche von 13 × 15 Metern. Das aus Natur- und Feldsteinen errichtete Gebäude war mit einer farbigen Putzfassade versehen. Das Dach war mit gebrannten roten Dachsteinen gedeckt und der Turm mit seiner barockeren Gestalt war mit Schieferschindeln verkleidet. Die Turmhaube bestand aus Kupferblech. Alle Tür- und Fenstergewände waren aus scharriertem Cottaer Sandstein gefertigt. Sämtliche Fenster hatten Fensterläden aus Eichenholz. Diese überdauerten die Zeit bis zum Abriss des Gebäudes. Das Belvedere besaß vier Dachgiebel, die mit aufgesetzten Terrakotta-Vasen geschmückt waren.
Das Erdgeschoss war in Wirtschaftsräume unterteilt und seit 1800 für den herrschaftlichen Jäger mit einer Wohnung ausgestattet. Zum Obergeschoss gelangte man über zwei Sandsteintreppen. Das Obergeschoss wurde durch einen großen Saal beherrscht und hatte zwei große Scheinkamine mit eingebauten barocken Kachelöfen. Die geputzte Wandgestaltung und -gliederung war mit Pilastern und Pilastergesimsen zwischen den Fenstern und Türen geschmückt. Die Decke war mit einer mittig angesetzter Stuckrosette verziert. Über den Türen befanden sich Stuckreliefs mit Jagdmotiven und Verzierungen. Im Turm gab es neben dem hölzernen Treppenaufgang eingebaute Wandschränke.

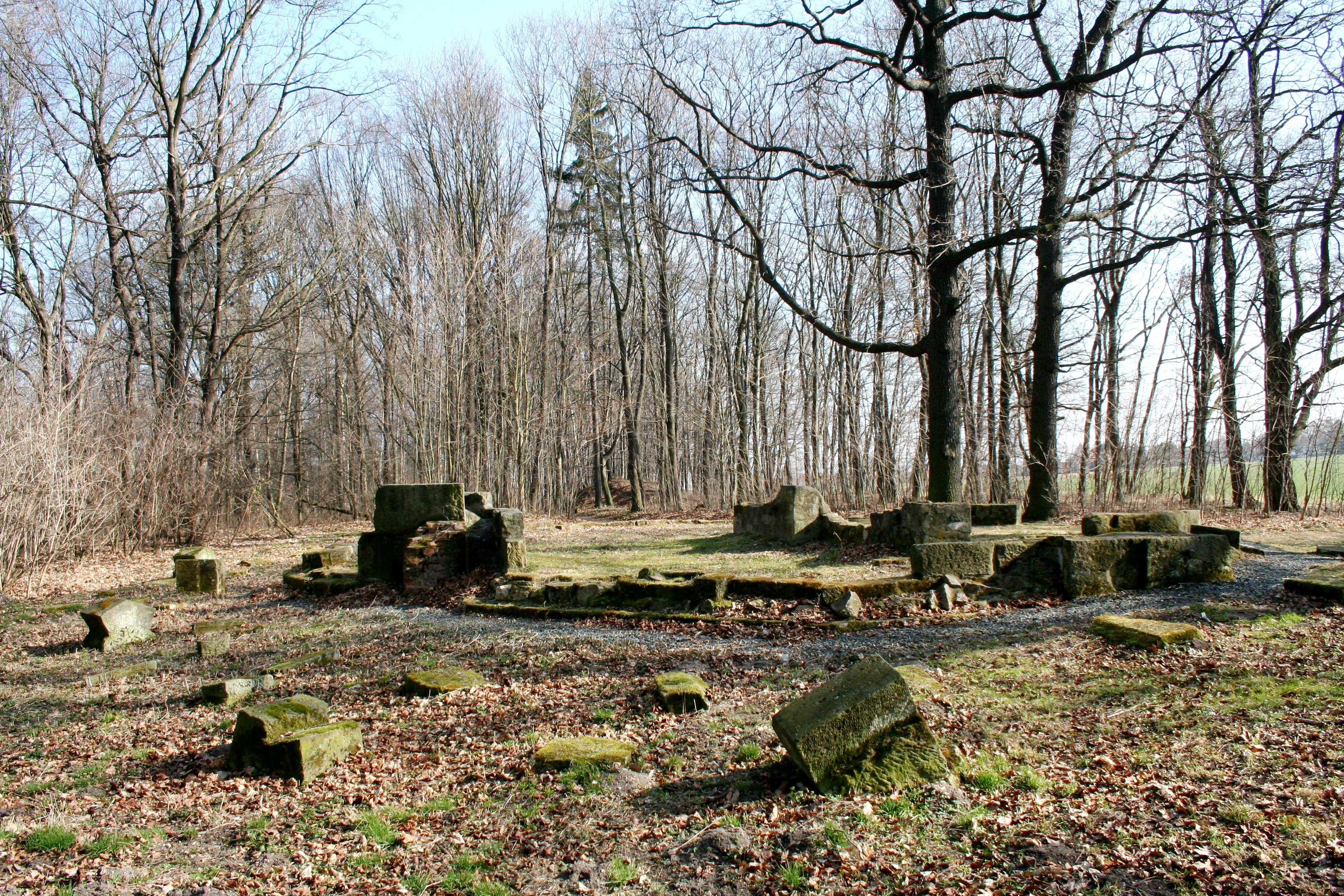
Gesamtansicht
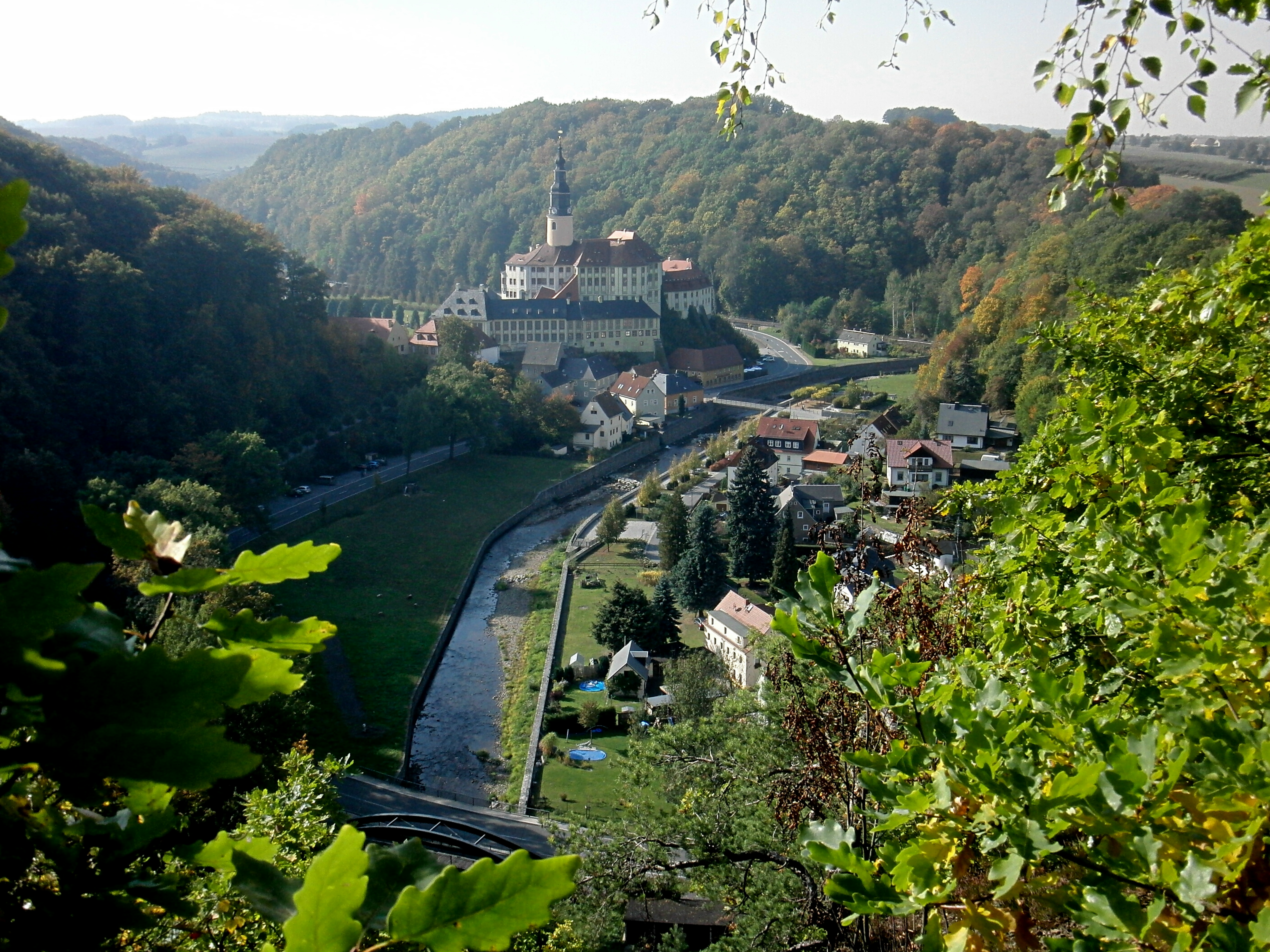
Blick vom  Belvedere zum Schloss
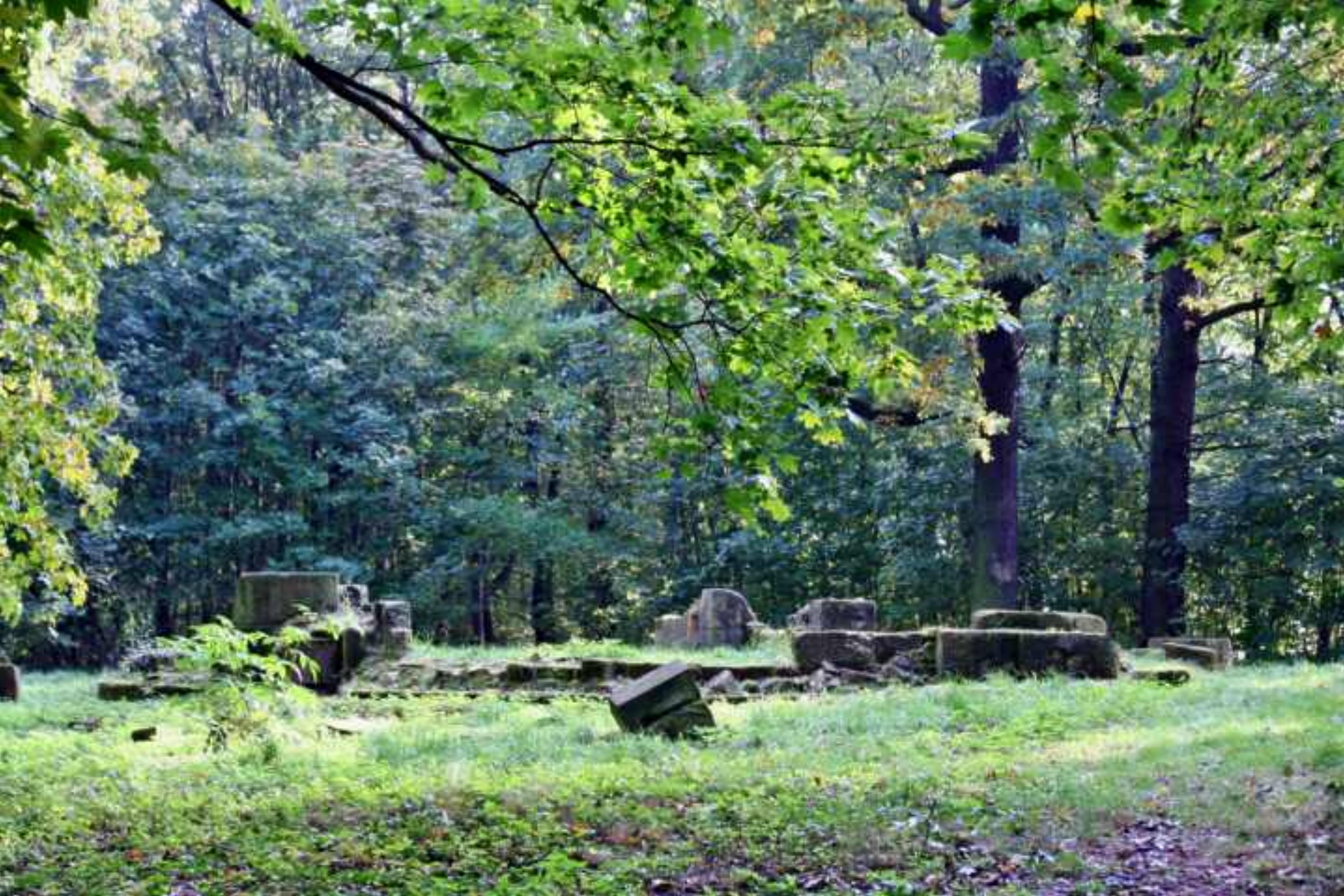
Fundamentreste